# Proteine chaperone

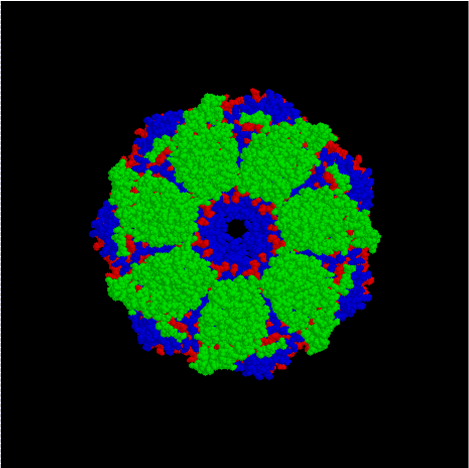
Modelul unei chaperone bacteriene

Proteina chaperonă este o proteină a cărei funcție este de a asista (ajuta) alte proteine în maturarea lor, asigurând o pliere tridimensională adecvată a lor.
Multe proteine chaperone sunt proteine de șoc termic (Heat shock proteins: Hsp), adică proteine care se manifestă ca răspuns la variațiile de temperatură (stresul celular, etc).